# 60 mètres masculin aux Jeux olympiques de 1904
Pour un article plus général, voir Athlétisme aux Jeux olympiques de 1904.
Navigation
Paris 1900
L'épreuve du 60 mètres masculin aux Jeux olympiques de 1904 s'est déroulée le 29 août 1904, au Francis Field de Saint-Louis, aux États-Unis. Elle est remportée par l'Américain Archie Hahn.
Le 60 m se dispute pour la deuxième et dernière fois dans le cadre des Jeux olympiques.

## Finale
| Rang               | Athlète          | Nation     | Temps   | Notes |
| ------------------ | ---------------- | ---------- | ------- | ----- |
| Médaille d'or      | Archie Hahn      | États-Unis | 7 s 0   |       |
| Médaille d'argent  | William Hogenson | États-Unis | 7 s 2   |       |
| Médaille de bronze | Fay Moulton      | États-Unis | 7 s 2   |       |
| 4                  | Clyde Blair (en) | États-Unis | 7 s 2   |       |
| 5                  | Meyer Prinstein  | États-Unis | Inconnu |       |
| 6                  | Frank Castleman  | États-Unis | Inconnu |       |